# Zuilensebrug

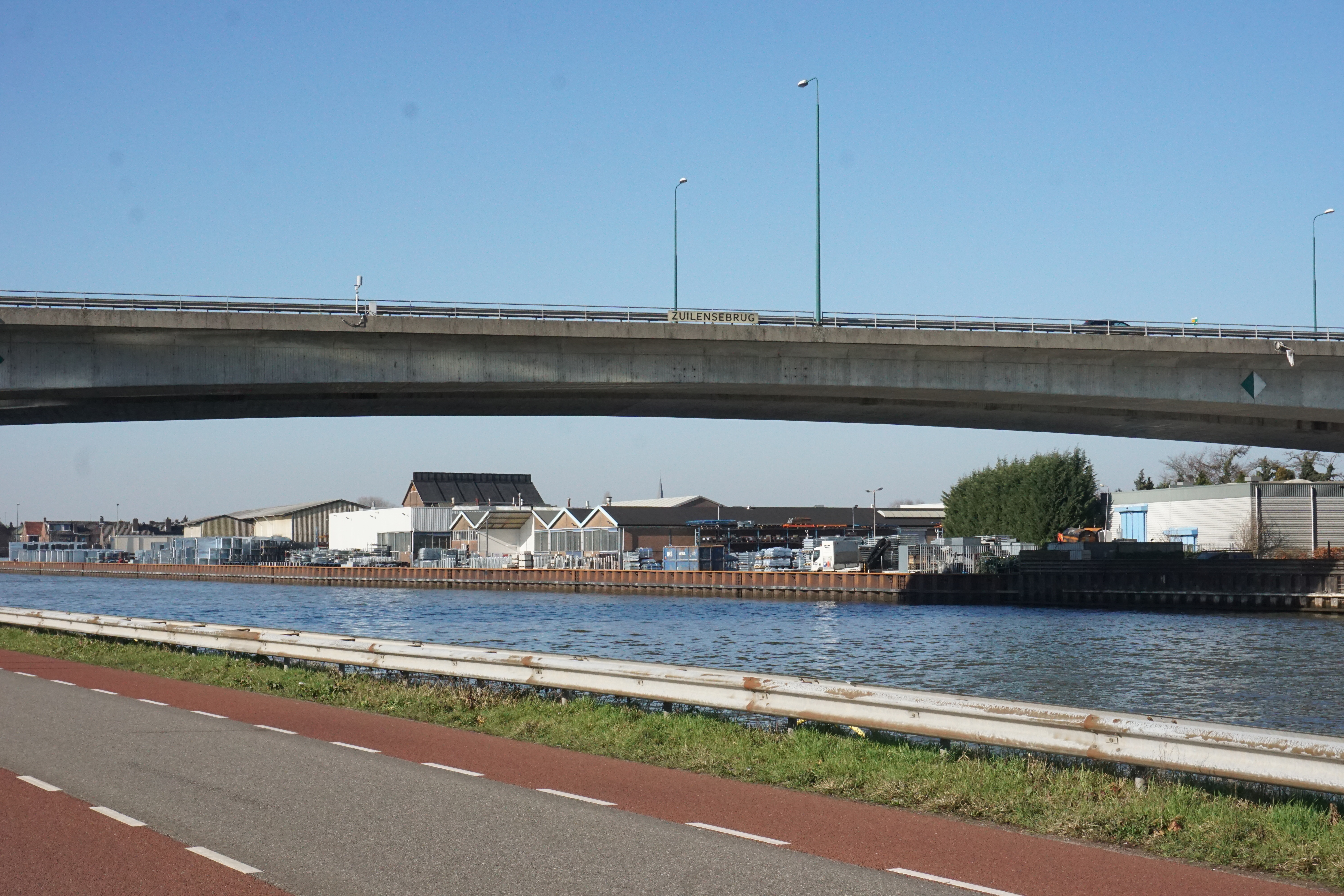
Zuilensebrug met een doorkijkje richting Bammens

De Zuilensebrug is een 450 meter lange verkeersbrug in de Nederlandse gemeente Stichtse Vecht nabij Maarssen en Oud Zuilen die, van west naar oost gezien, de spoorlijn Amsterdam-Utrecht, het Amsterdam-Rijnkanaal, de Provinciale weg 402 en de rivier de Vecht kruist. De brug is een onderdeel van de N230 (noordelijke deel van de Ring Utrecht). De opening vond plaats in 1981. Aan de noordwestkant van de brug is een (brom)fietspad gelegen.